# Eormenburg
Eormenburg, död efter 685, var drottning av Northumbria, gift med Ecgfrith av Northumbria. 
Hon var rådgivare till sin make, och samtida krönikörer anklagar henne för att utöva illegitimt stort inflytande över politiken. Hon är känd för sin konflikt med biskop Wilfrid. Hon gick i kloster som änka.